# Olga Orman

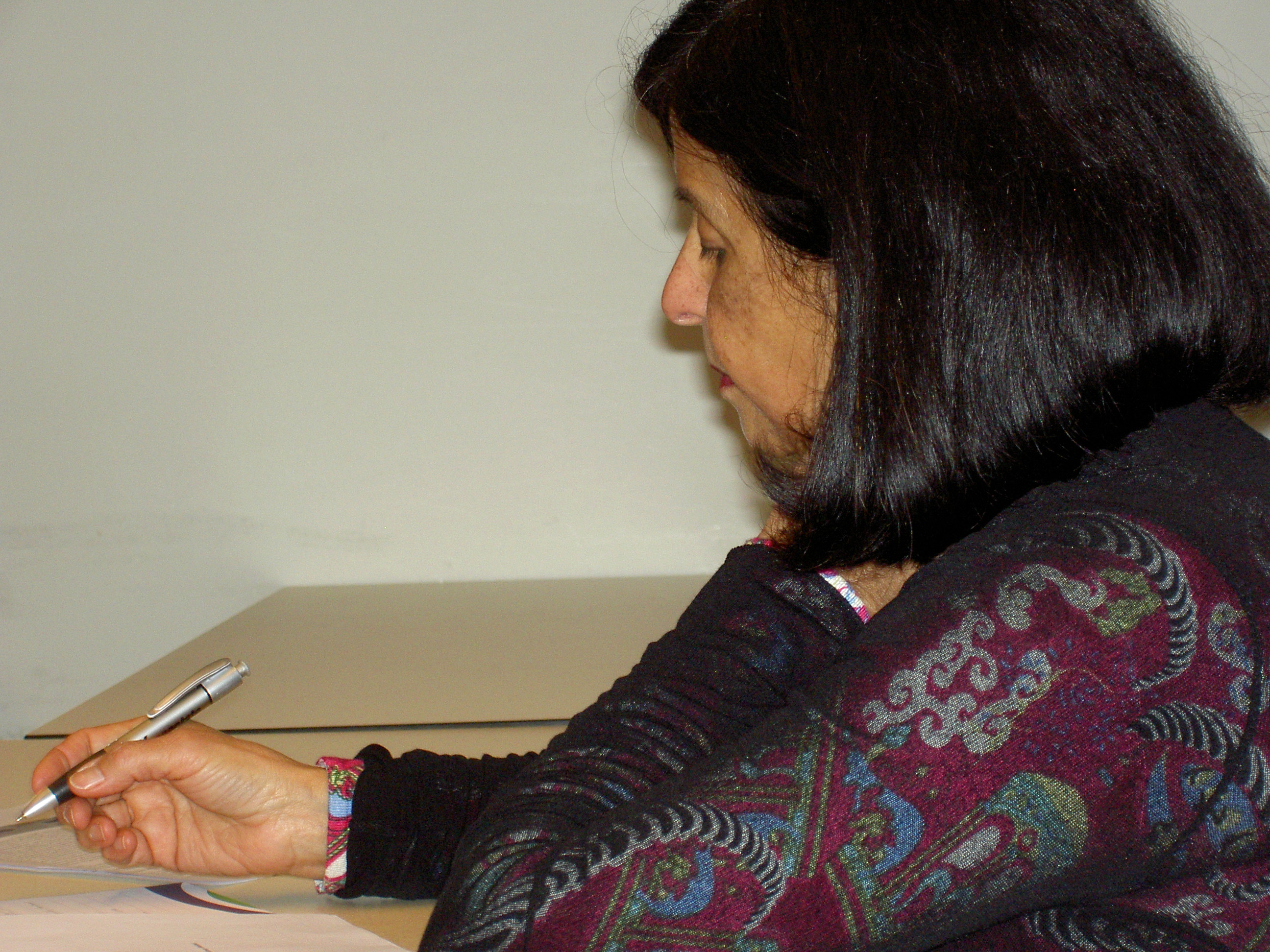
Olga Orman (2008)

Olga Ursinda Orman (geb. 9. November 1943 in Noord; gest. 7. März 2021 in Amsterdam) war eine arubisch-niederländische Autorin. Sie schrieb sowohl in der Kreolsprache Papiamentu als auch in Niederländisch. Durch Orman kam Kamishibai, eine ursprünglich aus Japan stammende Kunstform, die Erzählungen und Papiertheater kombiniert, in die Niederlande und auf die ABC-Inseln.

## Biographie
Olga Orman kam 1943 in Noord, der nördlichsten Gemeinde von Aruba zur Welt. Im Alter von 14 Jahren wanderte sie in die Niederlande aus. Sie absolvierte ein Lehramtsstudium in Etten-Leur und arbeitete anschließend fünf Jahre als Grundschullehrerin in Curaçao. Orman kehrte in die Niederlande zurück und begann in Amsterdam-Bijlmermeer zu unterrichten, einem multikulturellen Hochhausviertel aus den 1970er Jahren.
1994 veröffentlichte Orman mit E biaha largo pa djeipei/De lange reis van hier tot om de hoek ihr erstes Kinderbuch. Sie wurde mit ihren Bilderbüchern über die Spinne Anansi bekannt. In den 1980er Jahren begann Orman, auch Gedichte zu schreiben, am bekanntesten ist ihre Lyriksammlung Cas di biento / Doorwaaiwoning aus dem Jahr 2014.
Als Lehrerin wurde Orman sich der Frustration von Kindern bewusst, die versuchten, sich in einer fremden Sprache auszudrücken. Sie erinnerte sich, dass auf Aruba eine Tradition mündlichen Erzählens noch immer lebendig ist, und führte inspiriert vom japanischen Kamishibai das Erzählen von Geschichten in Verbindung mit einem Miniaturtheater in den Unterricht ein.
2001 war Orman Gründungsmitglied von Simia Literario, einer Kulturorganisation zur Förderung der Literatur der ABC-Inseln. Diese organisierte entsprechend der seit 1955 stattfindenden Kinderboekenweek (Kinderbücherwoche) auf den ABC-Inseln Kinderbuchtage.
Orman starb 2021 im Alter von 77 Jahren in Amsterdam.

## Ehrungen
- 2004: Ritterin im Orden von Oranien-Nassau[1]

## Veröffentlichungen (Auswahl)
- E biaha largu pa djeipei-Verhaal uit De Antillen in het Papiamentu. Kom Op, 1994 (Papiamento).
- Cas di biento / Doorwaaiwoning. In de Knipscheer, 2015, ISBN 978-90-6265-870-1 (niederländisch).
- 'Hoe Anansi de ogen van de koning opende. ABC, Amsterdam 1991 (niederländisch).
- Hoe Anansi het Tumbafestival won. ABC, Amsterdam 1998 (niederländisch).

### Anthologien
- Fred de Haas (Hrsg.): Wie ik ben / Ta ken mi ta. SIMIA LITERARIO, 2011, ISBN 978-90-6265-680-6 (niederländisch).
- 7 gedichten en 2 korte verhalen. Simia Literario, 2004 (niederländisch).
- Symbiose tussen pen en penseel. Simia Literario, 2008 (niederländisch).